# Communauté de communes de Charente-Boëme-Charraud
La  Communauté de communes de Charente-Boëme-Charraud est une ancienne communauté de communes française, située dans le département de la Charente et la région Nouvelle-Aquitaine.

## Historique
- En 2009, la commune de Plassac-Rouffiac rejoint la communauté de communes de Charente-Boëme-Charraude.
- En 2010, la commune de Claix rejoint la communauté de communes de Charente-Boëme-Charraude.
- En 2013, la commune de Voulgézac quitte la communauté de communes des 4B - Sud-Charente pour rejoindre la communauté de communes de Charente-Boëme-Charraude.
- La communauté de communes fusionne le 1er janvier 2017 avec les communautés de communes Braconne et Charente, de la Vallée de l'Échelle et de la communauté d'agglomération du Grand Angoulême pour former la nouvelle communauté d'agglomération du Grand Angoulême[1].

## Administration
- Régime fiscal (au 01/01/2005) : Taxe professionnelle Unique (TPU)

### Liste des présidents
| Période | Période       | Identité        | Étiquette | Qualité |
| ------- | ------------- | --------------- | --------- | ------- |
| ?       | décembre 2016 | Jean Révéreault |           |         |

### Siège
Mairie de Sireuil, 16440 Sireuil.

## Composition
Elle regroupait 8 communes le 1er janvier 2016 :
| Nom                   | Code Insee | Gentilé            | Superficie (km2) | Population (dernière pop. légale) | Densité (hab./km2) |
| --------------------- | ---------- | ------------------ | ---------------- | --------------------------------- | ------------------ |
| Sireuil (siège)       | 16370      | Sireuillois        | 10,01            | 1 169 (2014)                      | 117                |
| Claix                 | 16101      | Claixois           | 14,87            | 1 001 (2014)                      | 67                 |
| Mouthiers-sur-Boëme   | 16236      | Monastériens       | 34,71            | 2 465 (2014)                      | 71                 |
| Plassac-Rouffiac      | 16263      |                    | 11,97            | 405 (2014)                        | 34                 |
| Roullet-Saint-Estèphe | 16287      | Roullet-Stéphanois | 41,50            | 4 240 (2014)                      | 102                |
| Trois-Palis           | 16388      | Tripaliciens       | 4,22             | 919 (2014)                        | 218                |
| Vœuil-et-Giget        | 16418      | Vœuillois          | 8,48             | 1 524 (2014)                      | 180                |
| Voulgézac             | 16420      | Voulgézacais       | 13,42            | 258 (2014)                        | 19                 |

C'est la seule communauté de communes charentaise à ne faire partie d'aucun des six Pays du département.

## Compétences
Nombre total de compétences exercées en 2016 : 8.